# Zelotibia
Genre
Zelotibia est un genre d'araignées aranéomorphes de la famille des Gnaphosidae.

## Distribution
Les espèces de ce genre se rencontrent en Afrique centrale.

## Liste des espèces
Selon World Spider Catalog (version 17.5, 15/11/2016) :
- Zelotibia acicula Russell-Smith & Murphy, 2005
- Zelotibia angelica Nzigidahera & Jocqué, 2009
- Zelotibia bicornuta Russell-Smith & Murphy, 2005
- Zelotibia cultella Russell-Smith & Murphy, 2005
- Zelotibia curvifemur Nzigidahera & Jocqué, 2009
- Zelotibia dolabra Russell-Smith & Murphy, 2005
- Zelotibia filiformis Russell-Smith & Murphy, 2005
- Zelotibia flexuosa Russell-Smith & Murphy, 2005
- Zelotibia fosseyae Nzigidahera & Jocqué, 2009
- Zelotibia johntony Nzigidahera & Jocqué, 2009
- Zelotibia kaibos Russell-Smith & Murphy, 2005
- Zelotibia kanama Nzigidahera & Jocqué, 2009
- Zelotibia kibira Nzigidahera & Jocqué, 2009
- Zelotibia lejeunei Nzigidahera & Jocqué, 2009
- Zelotibia major Russell-Smith & Murphy, 2005
- Zelotibia mitella Russell-Smith & Murphy, 2005
- Zelotibia papillata Russell-Smith & Murphy, 2005
- Zelotibia paucipapillata Russell-Smith & Murphy, 2005
- Zelotibia scobina Russell-Smith & Murphy, 2005
- Zelotibia simpula Russell-Smith & Murphy, 2005
- Zelotibia subsessa Nzigidahera & Jocqué, 2009
- Zelotibia supercilia Russell-Smith & Murphy, 2005

## Publication originale
- Russell-Smith & Murphy, 2005 : Zelotibia, a new zelotine spider genus from central Africa (Araneae, Gnaphosidae). Journal of Afrotropical zoology, vol. 2, p. 103-122.